# シンドバッド (2015年の映画)
『シンドバッド』は、2015年7月から2016年5月にかけて中編3部作形式で劇場公開された日本アニメーション設立40周年記念のアニメ映画。

## 概要
千夜一夜物語の『船乗りシンドバードの物語』をモチーフに、同社制作の『アラビアンナイト シンドバッドの冒険』や『タイガアドベンチャー』などの作品要素を融合させたSF冒険活劇に仕上がっている。
監督は宮下新平、シリーズ構成は川崎ヒロユキが務める。キャラクターデザインは世界名作劇場の『ナンとジョー先生』『ロミオの青い空』などを担当した佐藤好春が担当。2015年5月20日よりチーパズギャラリーで開催された「『シンドバッド 空とぶ姫と秘密の島』公開記念 佐藤好春原画展」や同年7月から全国巡回を行った「THE世界名作劇場展」にて、本作資料の展示や予告編上映などのプロモーションが行われた。主題歌whiteeeenの『ポケット』のジャケットデザインも佐藤が担当している。
配給元のイオンエンターテイメントによって、上映期間中に有料で鑑賞した中学生以下の観客に「乗船パス」が配布され、同一作に限り他館でも何度も無償でリピート鑑賞できる施策が実施された。また、1・2部は上映終了後次作公開までの空白期間に一部のイオンシネマで「復習上映」が行われた。
1話の公開初日に舞台挨拶がイオンシネマ板橋や品川プリンスシネマで実施され、キャストの村中・田辺・永澤が登壇するも、予定されていた宮下新平監督は欠席。その後2話完成後に宮下が急逝したことが明らかとなり、2話の劇場公開は当初予定の2015年12月から約1ヶ月延期された。
3話は演出の堂山卓見が宮下の後を引き継ぎ、完成された。劇場版のみ1・2話目を約54分に集約したダイジェスト映像を前半に挿入し完結編として114分の長編映画へ編集され、『シンドバッド』のタイトルで劇場公開された。2・3話のエンドクレジットの最後には「宮下新平監督に捧ぐ」と、追悼を表するテロップが掲げられている。
DVDソフトは劇場公開から約4ヶ月後にポニーキャニオンから各話毎に発売され、後にAmazonビデオにてAmazonプライム会員を対象とした無料配信が行われている。完結編として劇場上映された1-2話のダイジェスト映像は未ソフト化となっている。
日本アニメーションとしては松竹と提携した1999年公開の『MARCO 母をたずねて三千里』以来16年ぶりの劇場用作品となり、本作以後『ちびまる子ちゃん イタリアから来た少年』『劇場アニメ はいからさんが通る』など劇場アニメの制作を継続している。

## 登場人物
シンドバッド声 - 村中知
本作の主人公で、船乗りを夢見る12歳前後の少年。ラザックに認められバハル号の船員となる。佐藤好春によると、描き起こし当初よりも年齢を引き上げたとのこと。
サナ声 - 田辺桃子
本作のヒロイン。魔法の力が使える魔法族の末裔。ガリブ達に追われており、シンドバッド達と冒険を共にする。
アリ声 - 永澤菜教
シンドバッドの友達。バハル号の船員。
ナジブ声 - 宮澤正
バハル号のベテラン老船員。
ラザック船長声 - 鹿賀丈史
バハル号の船長。
ガリブ声 -  石田彰
悪の組織のリーダー。
ダール声 - 青山穣
ガリブの手下。
ラティーファ声 - 薬師丸ひろ子
シンドバッドの母親。船乗りで行方不明になった夫の帰りを待ち侘びている。

## スタッフ
- 製作 - 大山義人（第1話）、池田晃（第2・3話）、亀山暢央、福嶋更一郎、木原康博、飯田雅裕、石川和子、本橋寿一
- プロテューサー - 小池賢太郎、井上孝史、
- 共同プロデューサー - 山田周、浅野恵代、手塚健一、田中敦、渋谷昌彦、小川貴弘、大山義人（第2・3話）
- アニメーションプロデューサー - 酒井直人
- シリーズ構成 - 川崎ヒロユキ
- 脚本 - 早船歌江子（第1話）、川崎ヒロユキ（第2・3話）
- 演出 - 楠葉宏三（第2話）、堂山卓見・城所聖明・渡邉龍之介（第3話）
- キャラクターデザイン・総作画監督 - 佐藤好春
- 作画監督 - 粟田務
- メカデザイン（第1 - 3話）・作画監督補佐（第3話） - 中田博文
- 美術監督 - 西田稔
- 色彩設定 - 小山明子
- 撮影監督 - 飯島亮（旭プロダクション）
- 音響監督 - 早瀬博雪
- 効果 - 松田昭彦、フィズサウンドクリエイション
- 編集 - 貴村純美
- 音楽 - 大野宏明
- アニメーション制作 - 日本アニメーション
- 絵コンテ - 宮下新平（第1・3話）、楠葉宏三（第2・3話）、福富博・鈴木輪流郎（第2話）、芦野芳晴・堂山卓見（第3話）
- 宣伝 - パジー・エンタテインメント、パジー・エンタテインメント、ブラウニー、AWAKE、日宣、Baca the Bacca
- 制作 - 日本アニメーション
- 製作 - プロジェクト シンドバッド（イオンエンターテイメント・白組・メーテレ・日本アニメーション・MAM・朝日新聞社）
- 企画・プロデュース - 白組、JOKER FILMS、日本アニメーション
- 配給 - イオンエンターテイメント
- 監督 - 宮下新平

## 音楽
主題歌「ポケット」
歌 - whiteeeen、作詞・作曲 - GReeeeN、編曲 - 釣俊輔 & JIN（UNIVERSAL J）
劇中歌「わたりどり」
歌 - 薬師丸ひろ子、作詞 - 岩里祐穂、作曲 - 大野宏明
バイオリンソロ - 弦一徹、アコースティックギター - 松田浩二、ピアノ - 添田哲平・星美南子